# Марк Вудфорд
Марк Вудфорд (енгл. Mark Raymond Woodforde; Аделејд, 23. септембар 1965) је бивши аустралијски тенисер. Сматра се за једног од највећих тенисера у конкуренцији парова свих времена, у којој је освојио сва четири гренд слем турнира, био први тенисер света на АТП листи и освојио две медаље на Олимпијским играма.

## Каријера
Марк Вудфорд је познат као један од најбољих играча у конкуренцији мушких парова током 1990—их. Вудфорд и његов дугогодишњи партнер Тод Вудбриџ били су познати и по надимку Дрвени (енгл. The Woodies). У појединачној конкуренцији је достигао 19. место на АТП листи.
Дрвени су заједно освојили рекордну 61 титулу, а од тога су 11 гренд слем. Такође је освојио две медаље на Олимпијским играма у конкуренцији парова, обе с Тодом Вудбриџом. Прву, златну, освојили су на Играма 1996. у Атланти, а другу, сребрну, на Играма 2000. у Сиднеју. Иако су играли у Вудбриџовом родном граду и пред домаћом публиком, Вудфорд и Вудбриџ су изгубили у финалу од канадског пара Себастијен Ларо—Данијел Нестор, а меч су окончали Вудбриџовом дуплом сервис грешком.
Након што се Марк Вудфорд повукао из света професионалног тениса 2000. године, Вудбриџ је почео да игра са шведским тенисером Јонасом Бјоркманом.
Добре резултате је остварио на гренд слемовима у појединачној конкуренцији. Играо је полуфинале на Отвореном првенству Аустралије 1996, а на осталим турнирима је стигао до осмине финала.
Вудфорд је играо за аустралијску Дејвис куп репрезентацију, најзначајнију победу са Вудбриџом је остварио 1999. чиме је осигурана победа над Француском у Паризу. Аустралија је освојила први Дејвис куп након 13 година.
Именован је за тренера Фед куп тима Аустралије 2003. године. Примљен је у међународну тениску кућу славних 2010. године.
Кратко током 2007. године био је тренер српског тенисера Новака Ђоковића, на турнирима у Индијан Велсу, Мајамију и Вимблдону.

## Гренд слем финала

### Мушки парови (16)

#### Победе (12)
| Година | Турнир                            | Подлога | Партнер     | Противници у финалу            | Резултат           |
| 1989   | Отворено првенство Америке        | Тврда   | Џон Мекинро | Кен Флеч Роберт Сегусо         | 6–4, 4–6, 6–3, 6–3 |
| 1992   | Отворено првенство Аустралије     | Тврда   | Тод Вудбриџ | Кели Џоунс Рик Лич             | 6—4, 6—3, 6—4      |
| 1993   | Вимблдон                          | Трава   | Тод Вудбриџ | Грант Конел Патрик Гејлбрејт   | 7—6, 6—3, 7—6      |
| 1994   | Вимблдон (2)                      | Трава   | Тод Вудбриџ | Грант Конел Патрик Гејлбрејт   | 7—6, 6—3, 6—1      |
| 1995   | Вимблдон (3)                      | Трава   | Тод Вудбриџ | Рик Лич Скот Мелвил            | 7—5, 7—6, 7—5      |
| 1995   | Отворено првенство Америке (2)    | Тврда   | Тод Вудбриџ | Алекс О’Брајан Сендон Стоул    | 6—3, 6—3           |
| 1996   | Вимблдон (4)                      | Трава   | Тод Вудбриџ | Бајрон Блек Грант Конел        | 4—6, 6—1, 6—3, 6—2 |
| 1996   | Отворено првенство Америке (3)    | Тврда   | Тод Вудбриџ | Јако Елтинг Паул Харуис        | 4—6, 7—6, 7—6      |
| 1997   | Отворено првенство Аустралије (2) | Тврда   | Тод Вудбриџ | Себастијен Ларо Алекс О’Брајан | 6—4, 5—7, 6—2, 7—6 |
| 1997   | Вимблдон (5)                      | Трава   | Тод Вудбриџ | Јако Елтинг Паул Харуис        | 7—6, 7—6, 5—7, 6—3 |
| 2000   | Отворено првенство Француске      | Шљака   | Тод Вудбриџ | Паул Харуис Сендон Стоул       | 7—6, 6—4           |
| 2000   | Вимблдон (6)                      | Трава   | Тод Вудбриџ | Паул Харуис Сендон Стоул       | 6—3, 6—4, 6—1      |

#### Порази (4)
| Година | Турнир                        | Подлога | Партнер     | Противници у финалу               | Резултат                |
| 1994   | Отворено првенство Америке    | Тврда   | Тод Вудбриџ | Јако Елтинг Паул Харуис           | 3—6, 6—7                |
| 1997   | Отворено првенство Француске  | Шљака   | Тод Вудбриџ | Јевгениј Кафељников Данијел Вачек | 6—7, 6—4, 3—6           |
| 1998   | Отворено првенство Аустралије | Тврда   | Тод Вудбриџ | Јонас Бјоркман Јако Елтинг        | 2—6, 7—5, 6—2, 4—6, 3—6 |
| 1998   | Вимблдон                      | Трава   | Тод Вудбриџ | Јако Елтинг Паул Харуис           | 2—6, 4—6                |